# Missió hostil
Missió hostil (títol original en anglès, Land of Bad) és una pel·lícula de thriller d'acció estatunidenca del 2024 dirigida per William Eubank, qui va coescriure el guió amb David Frigerio. La pel·lícula és protagonitzada per Liam Hemsworth, Russell Crowe, Luke Hemsworth, Ricky Whittle i Milo Ventimiglia, i segueix un equip de la Força Delta de l'Exèrcit dels Estats Units en una operació de rescat que és atacada per terroristes. Es va estrenar als cinemes el 16 de febrer de 2024. Va recaptar 6,5 milions de dòlars a tot el món. S'ha doblat i subtitulat al català.
El rodatge principal va començar el setembre de 2022 i es va allargar fins al novembre de 2022 a Gold Coast.